# Guntúru
Guntúru (telugsky గుంటూరు) je město v Ándhrapradéši, jednom ze svazových států Indie. K roku 2011 mělo přes 740 tisíc obyvatel, což z něj činilo třetí nejlidnatější město Ándhrapradéše po Višákhapatnamu a Vidžajavádě, a bylo správní střediskem svého okresu.

## Dějiny
První zmínka o Guntúru je z desátého století.
Francouzský fyzik a astronom Pierre Janssen pozoroval v Guntúru s pomocí spektroskopu zatmění Slunce 18. srpna 1868, což jej vedlo k objevu hélia.

### Rodáci
- Pentala Harikrišna (*1986), šachový velmistr

## Náboženství
Guntúru je sídlem římskokatolické diecéze guntúruské.